# Pírcing transcrotal

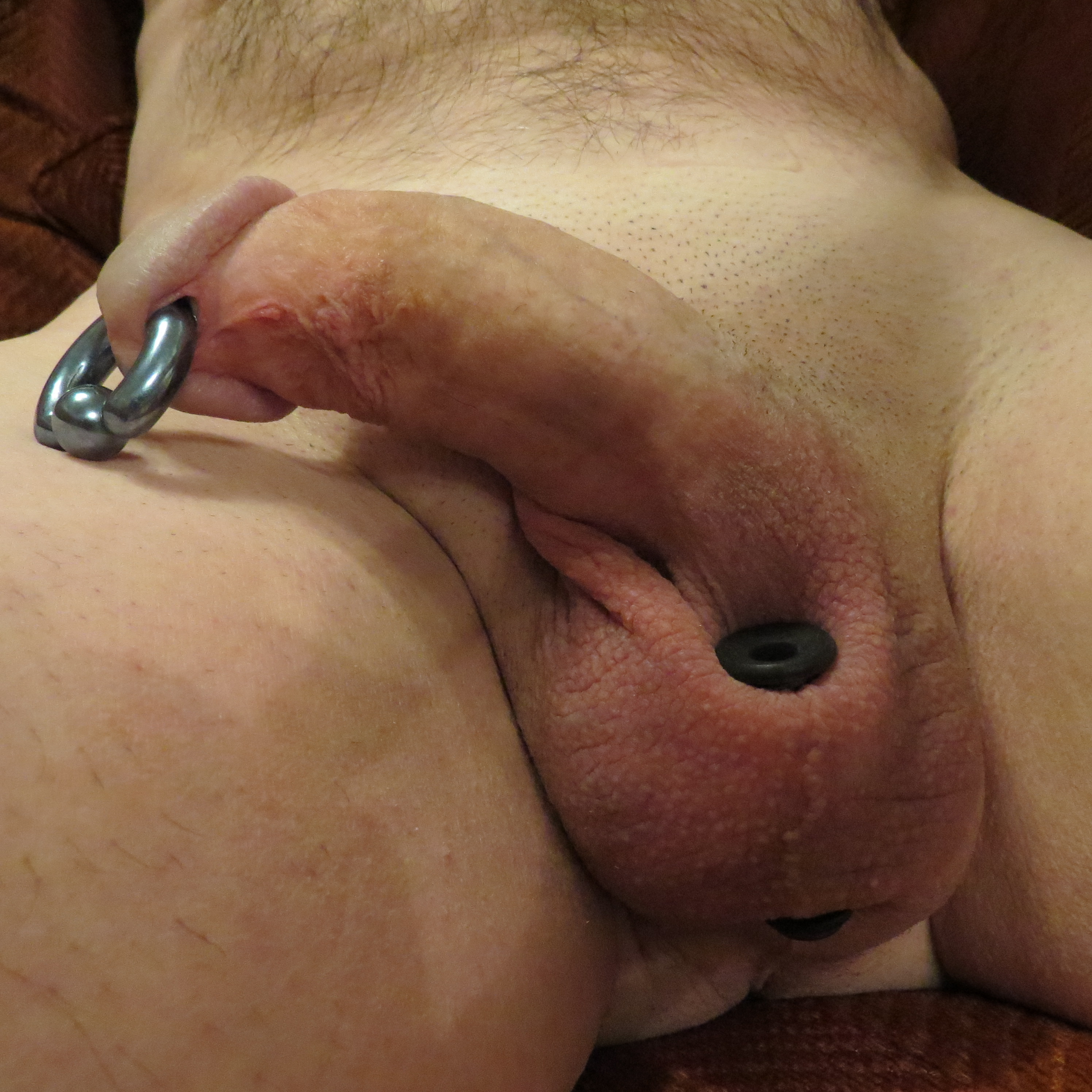
pírcing Prince Albert i pírcing transscrotal de 12 mm a través de l'escrot.

Una pírcing transscrotal és un pírcing genital que travessa l'escrot de front cap enrere, o de costat a costat. És un procediment d'alt risc.

## Procediment
Aquesta perforació genital masculina és un procediment extremadament avançat, i no es fa amb una agulla. Es fa amb un bisturí o, ocasionalment, amb un punxó dèrmic que s'utilitza per fer una incisió, que després se segueix amb la sutura de la part davantera per tornar a crear una fístula viable. En general, s'insereix joieria de gran calibre a la incisió. Si la unió entre la part davantera i la part posterior de la perforació es manté, la curació és molt ràpida i senzilla. Si no es forma una unió, la curació pot ser llarga i problemàtica.
Es tracta d'una perforació delicada i complexa, i en cas que es desenvolupi una infecció, es pot desenvolupar dins de l'escrot i es pot tornar perillós molt ràpidament. Sovint es considera que aquest procediment és un procediment quirúrgic potencialment perillós i que no és de cap manera comú.

## Joieria
Generalment, durant la seva cicatrització s'usa un barbell de tefló, tygon o altres joies inertes flexibles. Un cop curats, els pírcings transcrotals es poden estirar ràpidament, a causa de la quantitat de teixit circumdant, i es pot ficar joies de gran mida si es desitja.
Es pot utilitzar una varietat de joieria en els pírcings transcrotals curats, incloent anells de bola captiva i flesh tunnel. Sovint, la joieria per a pírcings transcrotals es fa a mida.

## Història i cultura
El pírcing transcrotal és d'origen contemporani, i en general només ha estat realitzada per professionals d'altres modificacions corporals «extremes», com implants subdèrmics, implants transdèrmics i  bifurcacions en la llengua. Igual que altres modificacions genitals «extremes», es pot realitzar en situacions menys que ideals per part dels practicants aficionats com a part de CBT o d'altres activitats de BDSM.
També, de vegades, el pírcing transcrotal es coneix com a «scrunnel» (scrotal tunnel).